# Johann Jens Caspar Sattler
Johann Jens Caspar Sattler (auch Johann Jens Kaspar Sattler, * 27. August 1810 in Schweinfurt; † 19. Januar 1880 ebenda) war ein deutscher Chemiker und Unternehmer.

## Leben
Johann Jens Caspar Sattler war ein Sohn des Fabrikanten Wilhelm Sattler.
Er übernahm gemeinsam mit seinen Brüdern Georg Carl Gottlieb Sattler und Wilhelm Sattler (1813–1892) das väterliche Unternehmen in Schweinfurt, wobei das Firmenkonglomerat allerdings bald nach der Übernahme zerfiel. Er war wie seine Brüder an religiösen Reformbewegungen beteiligt und zeitweise Vorstand der Freien Christlichen Gemeinde in Schweinfurt. Er war langjähriges Ausschussmitglied des Germanischen Nationalmuseums in Nürnberg.
Am 1. Januar 1856 wurde er unter der Präsidentschaft von Christian Gottfried Daniel Nees von Esenbeck unter der Matrikel-Nr. 1758 mit dem akademischen Beinamen van Helmont III. als Mitglied in die Kaiserliche Leopoldino-Carolinische Deutsche Akademie der Naturforscher aufgenommen.
Sattler war seit 1836 mit Susanne Henriette Amalie Stolle (1816–1900) verheiratet.